# In Fructibus Multis

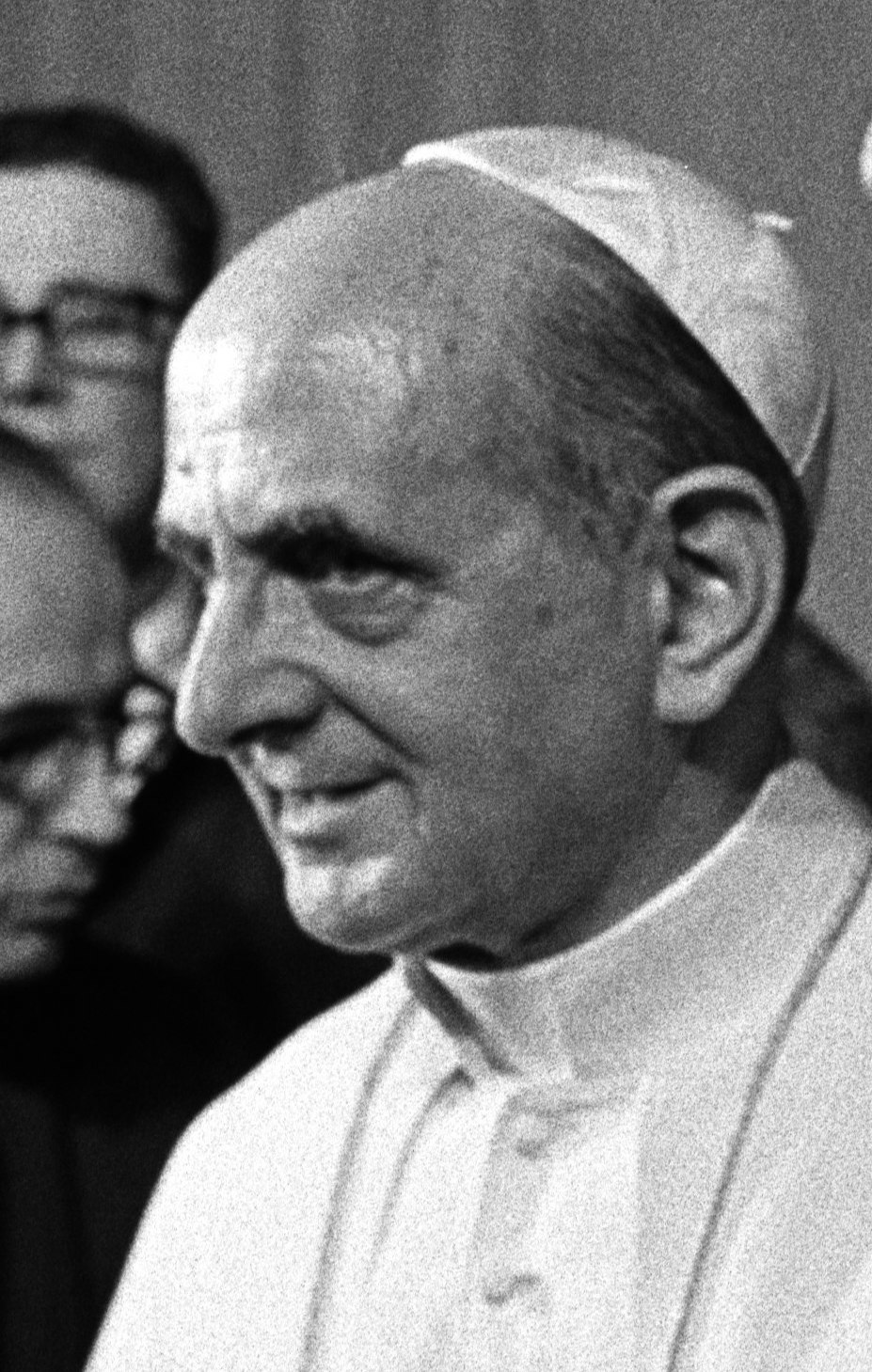
paus Paulus VI

In Fructibus Multis (Latijn voor Onder de talrijke vruchten) is een bij motu proprio uitgegeven brief van paus Paulus VI waarmee hij op 12 april 1964 de Pauselijke Commissie voor de Sociale Communicatiemiddelen oprichtte. De oprichting hiervan kwam voort uit het Concilie-decreet Inter Mirifica, dat betrekking had op de verhouding tussen de Kerk en de Pers.
Aan de nieuwe Commissie:
(...) vertrouwen Wij film, radio en televisie, en de dagelijkse en periodieke pers toe, wanneer de zaak van de katholieke godsdienst erin betrokken wordt. Wat de pers betreft, zal de Commissie zich inspannen om die initiatieven op zich te nemen, welke de Apostolische Stoel in deze zo belangrijke zaak nodig heeft geacht.
De Commissie vervangt eerdere commissies die door de pausen Pius XII en Johannes XXIII in het leven waren geroepen en die slechts deelaspecten van de moderne communicatiemiddelen behandelden. Aan de commissie zouden ook leken worden toegevoegd.
In 1988 zou paus Johannes Paulus II - met de apostolische constitutie Pastor Bonus - de commissie omvormen tot een Pauselijke Raad.